# Antragsdelikt
Unter einem Antragsdelikt versteht man eine Straftat, der grundsätzlich nur auf Antrag des Geschädigten von den Strafverfolgungsbehörden nachgegangen wird. Unterschieden wird zwischen
- einem absoluten Antragsdelikt,
- einem bedingten Antragsdelikt und
- einem relativen Antragsdelikt.

Das Gegenstück zum Antragsdelikt ist das Offizialdelikt, das die Staatsanwaltschaft von Amts wegen verfolgen muss.

## Absolutes Antragsdelikt
Absolute Antragsdelikte können ohne Strafantrag nicht verfolgt werden. Dessen Fehlen stellt ein echtes Verfolgungshindernis dar (wie zum Beispiel auch die Verfolgungsverjährung).
Im deutschen Strafgesetzbuch ausgewiesene absolute Antragsdelikte:
- § 123 – Hausfriedensbruch
- § 145a – Verstoß gegen Weisungen während der Führungsaufsicht
- § 185 – Beleidigung (i. V. m. § 194)
- § 186 – Üble Nachrede (i. V. m. § 194)
- § 187 – Verleumdung (i. V. m. § 194)
- § 201 Abs. 1 und 2, §§ 202, 203 und 204 – Verletzung der Vertraulichkeit des Wortes, Verletzung des Briefgeheimnisses, Verletzung von Privatgeheimnissen, Verwertung fremder Geheimnisse (i. V. m. § 205)
- § 247 – Haus- und Familiendiebstahl
- § 248b – Unbefugter Gebrauch eines Fahrzeugs
- § 248c Abs. 4 – Entziehung geringwertiger elektrischer Energie ohne Zueignungsabsicht oder Abs. 1, 2 und 3 i. V. m. § 247 in Haus und Familie
- § 263 Abs. 4  i. V. m. § 247 – Haus- und Familienbetrug
- §§ 263a Abs. 2, 263 Abs. 4  i. V. m. § 247  – Haus- und Familiencomputerbetrug
- § 265a Abs. 3  i. V. m. § 247  – Erschleichen von Leistungen in Haus und Familie
- § 266 Abs. 2  i. V. m. § 247  – Haus- und Familienuntreue
- § 288 – Vereiteln der Zwangsvollstreckung
- § 289 – Pfandkehr
- § 292 Absatz 1 bzw. § 293 i. V. m. § 294 – Jagdwilderei (ohne besonders schwere Fälle) bzw. Fischwilderei wenn von einem Angehörigen oder an einem Ort, wo der Täter die Jagd bzw. Fischerei in beschränktem Umfang ausüben durfte, begangen
- § 323a – Vollrausch, sofern die wegen Schuldunfähigkeit nicht bestrafte Rauschtat ein absolutes Antragsdelikt ist
- § 355 – Verletzung des Steuergeheimnisses

## Bedingtes Antragsdelikt, unechtes Antragsdelikt, relatives Antragsdelikt nach BGH
Bedingtes Antragsdelikt, unechtes Antragsdelikt, eingeschränktes Offizialdelikt oder relatives Offizialdelikt bezeichnet nach verschiedenen Stimmen in der strafrechtlichen Literatur im Recht Deutschlands eine Mischung aus Antrags- und Offizialdelikt: Delikte, die auch dann verfolgt werden können, wenn zwar kein Strafantrag vorliegt, die Staatsanwaltschaft jedoch das besondere öffentliche Interesse an der Strafverfolgung bejaht. Der Bundesgerichtshof und eine weitere Auffassung in der strafrechtlichen Literatur bezeichnen diesen Deliktstyp als relatives Antragsdelikt.
Die Bejahung des besonderen öffentlichen Interesses an der Strafverfolgung kann nach herrschender Meinung nicht mit Rechtsmitteln angegriffen werden.
Derartige im deutschen Strafgesetzbuch ausgewiesene Vergehen sind:
- § 182 Abs. 3  – Sexueller Missbrauch von Jugendlichen
- § 183  – Exhibitionistische Handlungen
- § 184i  – Sexuelle Belästigung
- § 188 – Gegen Personen des politischen Lebens gerichtete Beleidigung, üble Nachrede und Verleumdung (i. V. m. § 194)
- § 201a – Verletzung des höchstpersönlichen Lebensbereichs und von Persönlichkeitsrechten durch Bildaufnahmen
- §§ 202 a und 202 b  – Verletzung des persönlichen Lebens- und Geheimbereichs (i. V. m. § 205)
- § 223  – Körperverletzung (i. V. m. § 230)
- § 229  – fahrlässige Körperverletzung (i. V. m. § 230)
- § 235  – Entziehung Minderjähriger
- § 242  i. V. m. § 248a StGB – Diebstahl geringwertiger Sachen
- § 246  i. V. m. § 248a StGB – Unterschlagung geringwertiger Sachen
- § 248c Abs. 1, 2 und 3 i. V. m. § 248a – Entziehung elektrischer Energie mit Zueignungsabsicht
- § 259 Abs. 2  i. V. m. § 248a – Hehlerei geringwertiger Sachen
- § 263 Abs. 4  i. V. m. § 248a – Betrug geringen Umfangs
- §§ 263a Abs. 2, 263 Abs. 4  i. V. m. § 248a  – Computerbetrug geringen Umfangs
- § 265a Abs. 3  i. V. m. § 248a  – Erschleichung geringwertiger Leistungen
- § 266 Abs. 2  i. V. m. § 248a  – Untreue geringen Umfangs
- § 266b Abs. 2  i. V. m. § 248a  – Missbrauch von Scheck- und Kreditkarten bei geringwertigem Schaden
- § 299  – Bestechlichkeit und Bestechung im geschäftlichen Verkehr (i. V. m. § 301)
- § 303  – Sachbeschädigung (i. V. m. § 303c)
- § 303a  – Datenveränderung (i. V. m. § 303c)
- § 303b  – Computersabotage (i. V. m. § 303c)
- § 323a – Vollrausch, sofern die wegen Schuldunfähigkeit nicht bestrafte Rauschtat ein vorgenanntes Antragsdelikt ist

Außerhalb des deutschen Strafgesetzbuchs ausgewiesene Vergehen, die sowohl auf Antrag als auch bei Vorliegen eines besonderen öffentlichen Interesses verfolgt werden können:
- § 106 bis § 108 sowie § 108b des Urheberrechtsgesetzes (i. V. m. § 109)
- § 142 des Patentgesetzes
- § 25 des Gebrauchsmustergesetzes
- § 10 des Halbleiterschutzgesetzes
- § 39 des Sortenschutzgesetzes
- § 143 sowie § 143a des Markengesetzes
- § 51 sowie § 65 des Designgesetzes
- § 33 des Kunsturhebergesetzes
- § 23 des Gesetzes zum Schutz von Geschäftsgeheimnissen

## Relatives Antragsdelikt nach einer Literaturansicht
Als relatives Antragsdelikt werden nach einer in der strafrechtlichen Literatur vertretenen Ansicht (im Gegensatz zur oben genannten Ansicht des Bundesgerichtshofes) Offizialdelikte bezeichnet, die bei Hinzutreten weiterer, besonderer Umstände zu Antragsdelikten werden.
- § 242 i. V. m. § 247 StGB – Haus- und Familien-Diebstahl
- § 246 i. V. m. § 247 StGB – Haus- und Familien-Unterschlagung
- § 259 Abs. 2 StGB i. V. m. § 247 StGB – Haus- und Familien-Hehlerei
- § 263 Abs. 4 StGB i. V. m. § 247 StGB – Haus- und Familien-Betrug
- §§ 263a Abs. 2, 263 Abs. 4 StGB i. V. m. § 247 StGB – Haus- und Familien-Computerbetrug
- § 265a Abs. 3 StGB i. V. m. § 247 StGB – Haus- und Familien-Leistungserschleichung
- § 266 Abs. 2 StGB i. V. m. § 247 StGB – Haus- und Familien-Untreue
- § 34, § 35 i. V. m. § 36 Depotgesetz